# Morris (képregényrajzoló)
Maurice de Bevere (Kortrijk/Courtrai, 1923. december 1. – Brüsszel, 2001. július 16.) művésznevén Morris belga képregényrajzoló, Lucky Luke megalkotója.

## Életpályája
Maurice de Bévère fiatalon animátornak készült. 20 éves korában a belga CBA stúdiónál kezdte pályáját, ahol találkozott André Franquinnel, Eddy Paapével és Pierre Culliforddal, álnevén Peyóval. A második világháború után a Dupuis kiadóhoz szegődött, ahol Joseph Gillain, álnevén Jijé keze alatt illusztrátorként dolgozott. A Le Moustique, a Het Laatste Nieuws és a Spirou magazinokba rajzolt Franquin, Will és Jijé munkatársaként, akikkel a Négyek bandája-ként emlegetett csoportot alkotta.
Az amerikai történelem iránti rajongása miatt egy vadnyugati hőst akart létrehozni. 1946 végén, ekkor már Morris néven jelentette meg Lucky Luke első kalandját a Spirou magazin 1947-es évkönyvében, Arizóna 1880 címmel. Ez még csak húsz oldalas volt. A sikeren felbuzdulva újabb történeteket ír, majd 1949-ben megjelenik az első teljes album Ásó Dick aranybányája (La Mine d'or de Dig Digger) címmel.
1948-ban Morris Franquinnel és Jijével az Egyesült Államokba utazott anyagot gyűjteni. Az Amerikában töltött hat év alatt bejárta az egykori vadnyugatot, történeteket jegyzett fel, amelyek közül sok később Lucky Luke kalandjaihoz szolgált alapul. New Yorkban megismerte Jack Davist és Harvey Kurtzmant, és bábáskodott a Mad magazin születésénél 1950-ben. Jijé pedig 1949-ben bemutatta egy francia képregényírónak, René Goscinnynek, akivel hamar barátságot kötött.
Miután Morris hazatért az Államokból, felvette a kapcsolatot Goscinnyvel, aki javasolta, hogy írjanak közösen egy történetet Lucky Luke-ról. 1955 augusztusában jelent meg a Spirou-ban első közös munkájuk, a Vasút a prérin (Des Rails sur la Prairie), amit még negyven album követett Goscinny 1977-ben bekövetkezett haláláig. (Goscinny találta ki a történeteket, a tulajdonképpeni szöveget azonban Morris írta.) Az utolsó, Goscinny nevével fémjelzett Lucky Luke-történet A távírópózna (Le fil qui chante) volt.
1968-ban Morris elhagyta a Dupuis-t és a Dargaud kiadóhoz ment. Lucky Luke ettől kezdve a Pilote magazinban jelent meg. Mivel eredetileg animátornak készült, foglalkoztatni kezdte Lucky Luke történeteinek megfilmesítése. Az első rajzfilm, a Daisy Town 1971-ben készült el Goscinny forgatókönyve alapján, amit kettő másik, majd egy 26 részes sorozat követett.
Goscinny halála után Morrisnak más szerzőtársat kellett keresnie. A szövegírók sűrűn váltották egymást, köztük van Xavier Fauché, Bob de Groot, Jean Léturgie, Hartog van Banda, Vicq, Guy Vidal, Claude Guylouis és mások. 1990 végén elhagyta a Dargaud-t és megalapította saját kiadóját, a Lucky Productions-t (ma Lucky Comics).
1983-ban Lucky Luke leszokott a dohányzásról, cigarettáját egy szalmaszálra cserélte. Ezért az ENSZ Egészségügyi Világszervezete 1988. április 7-én Genovában, a Cigarettamentes Világnap alkalmából kitüntette Morrist jó példa mutatásáért. 1992. június 27-én elnyerte az Angoulême-i képregényfesztivál életműdíját, a Grand Prix Spécialt.
Morris élete végéig dolgozott, összesen 71 Lucky Luke-történetet rajzolt. 78 évesen halt meg, brüsszeli otthonában baleset érte. Tiszteletére a belgák a 2009-ben Kortrijk és Zwevegem között épített szélmalmokat  a Lucky Luke gonosztevőiről, a négy Dalton testvérről nevezték el. A négy erőmű ugyan egyforma magas, de a domborzati viszonyok miatt különböző méretűnek tűnik, ezért nevük a testvérek magassági sorrendjében követi egymást.

## Magyarul

### Lucky Luke[12]

#### 1990-ig
- 3. Talpraesett Tom. Daltonvárosban; szöveg Goscinny, rajz Morris, ford. Kopecky László; Forum, Újvidék, 1976 (Asterix szórakoztató füzetek)
- 5. Talpraesett Tom. Dalton mama; szöveg Goscinny, rajz Morris, ford. Kopecky László; Forum, Újvidék, 1977 (Asterix szórakoztató füzetek)
- 7. Talpraesett Tom Jesse James ellen; szöveg Goscinny, rajz Morris, ford. Lovas Edit, Kopecki Csaba;[13] Forum, Újvidék, 1977 (Asterix szórakoztató füzetek)
- 9. Talpraesett Tom és Calamity Jane; szöveg Goscinny, rajz Morris, ford. Kopecky László; Forum, Újvidék, 1978 (Asterix szórakoztató füzetek)
- 11. Talpraesett Tom. A postakocsi; szöveg Goscinny, rajz Morris, ford. Domonkos István; Forum, Újvidék, 1978 (Asterix szórakoztató füzetek)
- 13. Talpraesett Tom. A hős puhány; szöveg Goscinny, rajz Morri, ford. Domonkos István; Forum, Újvidék, 1978 (Asterix szórakoztató füzetek)
- 15. Talpraesett Tom és Billy Kid; szöveg Goscinny, rajz Morris, ford. Domonkos István; Forum, Újvidék, 1979 (Asterix szórakoztató füzetek)
- 17. Talpraesett Tom a Missisippin; szöveg Goscinny, rajz Morris, ford. Kopeczky László; Forum, Újvidék, 1979 (Asterix szórakoztató füzetek)
- 19. Talpraesett Tom. Oklahomába vezető út; szöveg Goscinny, rajz Morris, ford. Kopecky László; Forum, Újvidék, 1980 (Asterix szórakoztató füzetek)
- 21. Talpraesett Tom. Roy Been, a bíró; szöveg Goscinny, rajz Morris; Forum, Újvidék, 1980 (Asterix szórakoztató füzetek)
- 23. Talpraesett Tom és a Dalton-fivérek; szöveg Goscinny, rajz Morris, ford. Kopecky László; Forum, Újvidék, 1981 (Asterix szórakoztató füzetek)
- 25. Talpraesett Tom. Ismét színen a Daltonok; szöveg Goscinny, rajz Morris, ford. Kopecky László; Forum, Újvidék, 1981 (Asterix szórakoztató füzetek)
- 27. Talpraesett Tom. Dr. Doxey varázsitala; szöveg, rajz Morris, ford. Kopecky László; Forum, Újvidék, 1982 (Asterix szórakoztató füzetek)
- 29. Talpraesett Tom. Az elásott kincs; szöveg, rajz Morris, közrem. Vicq, ford. Kopecky László; Forum, Újvidék, 1982 (Asterix szórakoztató füzetek)
- 31. Talpraesett Tom. Amerikai császár; szöveg Goscinny, rajz Morris, ford. Kopecky László; Forum, Újvidék, 1983 (Asterix szórakoztató füzetek)
- 33. Talpraesett Tom. A félkarú bandita; szöveg Bob de Groot, rajz Morris, ford. Kopecky László; Forum, Újvidék, 1983 (Asterix szórakoztató füzetek)
- 35. Talpraesett Tom. A petróleum jegyében; szöveg Goscinny, rajz Morris, ford. Kopecky László; Forum, Újvidék, 1984 (Asterix szórakoztató füzetek)
- 37. Talpraesett Tom. Az apacsok szorosa; szöveg Goscinny, rajz Morris, ford. Kopecky László; Forum, Újvidék, 1984 (Asterix szórakoztató füzetek)
- 39. Talpraesett Tom. Daltonék szökésben; szöveg Goscinny, rajz Morris, ford. Kopecky László; Forum, Újvidék, 1985 (Asterix szórakoztató füzetek)
- 41. Talpraesett Tom. Wyomingba kéne menni; szöveg Goscinny, rajz Morris, ford. Kopeczky László; Forum, Újvidék, 1985 (Asterix szórakoztató füzetek)
- 43. Talpraesett Tom. Az önkény városa; szöveg Goscinny, rajz Morris, ford. Kopeczky László; Forum, Újvidék, 1986 (Asterix szórakoztató füzetek)
- 45. Talpraesett Tom. Circus Western; szöveg Goscinny, rajz Morris, ford. Kopeczky László; Forum, Novi Sad, 1986 (Asterix szórakoztató füzetek)
- 47. Talpraesett Tom. A kis bandita; szöveg Goscinny, rajz Morris, ford. Kopecky László; Forum, Újvidék, 1987 (Asterix szórakoztató füzetek)
- A postakocsi; szöveg Goscinny, rajz Morris, ford. Bíró János; Egmont-Pannónia, Bp., 1989 (Villám Vili)
- A Mississippin; szöveg Goscinny, rajz Morris, ford. Sereghy Boldizsár; Egmont-Pannónia, Bp., 1990 (Villám Vili)

#### 1991–
- Daltonváros; szöveg Goscinny, rajz Morris, ford. Banitz Ildikó, Simon István; Pesti Könyv, Bp., 2006 (Lucky Luke)
- Billy, a kölyök; szöveg Goscinny, rajz Morris, ford. Banitz Ildikó, Simon István; Pesti Könyv, Bp., 2006 (Lucky Luke)
- Dalton mama; szöveg Goscinny, rajz Morris, ford. Banitz Ildikó, Simon István; Pesti Könyv, Bp., 2007 (Lucky Luke)
- A nagyherceg; szöveg Goscinny, rajz Morris, ford. Banitz Ildikó, Simon István; Pesti Könyv, Bp., 2007 (Lucky Luke)
- A Daltonok gyógyulása; szöveg Goscinny, rajz Morris, ford. Banitz Ildikó, Simon István; Pesti Könyv, Bp., 2007 (Lucky Luke)
- A postakocsi; szöveg Goscinny, rajz Morris, ford. Banitz Ildikó, Simon István; Pesti Könyv, Bp., 2007 (Lucky Luke)
- Tortilla a Daltonoknak; szöveg Goscinny, rajz Morris, ford. Banitz Ildikó, Simon István; Pesti Könyv, Bp., 2007 (Lucky Luke)
- Jesse James; szöveg Goscinny, rajz Morris, ford. Banitz Ildikó, Simon István; Pesti Könyv, Bp., 2008 (Lucky Luke)
- A karaván; szöveg Goscinny, rajz Morris, ford. Banitz Ildikó, Simon István; Pesti Könyv, Bp., 2008 (Lucky Luke)
- Daltonok szökésben; szöveg Goscinny, rajz Morris, ford. Banitz Ildikó; Pesti Könyv, Bp., 2008 (Lucky Luke)
- Daisy town; szöveg Goscinny, rajz Morris, ford. Banitz Ildikó, Simon István; Pesti Könyv, Bp., 2010 (Lucky Luke)
- Oklahoma Jim; szöveg Pearce & Jean Léturgie, rajz Morris, ford. Nagy Krisztián, Simon István; Pesti Könyv, Bp., 2010 (Lucky Luke)
- Smith császár; szöveg Goscinny, rajz Morris, ford. Simon István; Pesti Könyv, Bp., 2011 (Lucky Luke)
- Az apacsok szorosa; szöveg Goscinny, rajz Morris, ford. Simon István; Pesti Könyv, Bp., 2011 (Lucky Luke)
- A 20. Lovasezred; szöveg Goscinny, rajz Morris, ford. Meggyesi Gábor; Pesti Könyv, Bp., 2013 (Lucky Luke)
- A fejvadász; szöveg Goscinny, rajz Morris, ford. Meggyesi Gábor; Pesti Könyv, Bp., 2014 (Lucky Luke)
- Daltonok a hóviharban; szöveg Goscinny, rajz Morris, ford. Meggyesi Gábor; Pesti Könyv, Bp., 2014 (Lucky Luke)
- Szögesdrót a prérin; szöveg Goscinny, rajz Morris, ford. Baranyi János; Pesti Könyv, Bp., 2015 (Lucky Luke)
- Az éneklő drót; szöveg Goscinny, rajz Morris, ford. Meggyesi Gábor; Pesti Könyv, Bp., 2015 (Lucky Luke)
- A Daltonok szabadlábon; szöveg Goscinny, rajz Morris, ford. Meggyesi Gábor; Pesti Könyv, Bp., 2015 (Lucky Luke)
- A zöldfülű; szöveg Goscinny, rajz Morris, ford. Meggyesi Gábor; Pesti Könyv, Bp., 2016 (Lucky Luke)
- Klondike; szöveg Jean Léturgie, Yann, rajz Morris, ford. Meggyesi Gábor; Pesti Könyv, Bp., 2016 (Lucky Luke)
- Calamity Jane; szöveg Goscinny, rajz Morris, ford. Simon István; Pesti Könyv, Bp., 2016 (Lucky Luke)
- Rantanplan öröksége; szöveg Goscinny, rajz Morris, ford. Meggyesi Gábor; Pesti Könyv, Bp., 2017 (Lucky Luke)
- Irány Oklahoma!; szöveg Goscinny, rajz Morris, ford. Nagy Krisztián; Pesti Könyv, Bp., 2017 (Lucky Luke)
- Sarah Bernhardt; szöveg Fauche & Léturgie, rajz Morris, ford. Nagy Krisztián; Pesti Könyv, Bp., 2018 (Lucky Luke)

### Egyéb, Morris nyomán
- A washingtoni férfi; szöveg Laurent Gerra, Achdé, rajz Morris nyomán Achdé, ford. Banitz Ildikó; Pesti Könyv, Bp., 2009 (Lucky Luke)
- Magányos lovasok; szöveg Daniel Pennac, Tonino Benacquista, rajz Morris nyomán Achdé, ford. Meggyesi Gábor; Pesti Könyv, Bp., 2012 (Lucky Luke)
- Lucky Luke Pinkerton ellen; szöveg Daniel Pennac, Tonino Benacquista, rajz Morris nyomán Achdé, ford. Meggyesi Gábor; Pesti Könyv, Bp., 2012 (Lucky Luke)
- Dalton nagybácsik; szöveg Laurent Gerra & Jacques Pessis, rajz Morris nyomán Achdé, ford. Meggyesi Gábor; Pesti Könyv, Bp., 2014 (Lucky Luke)
- Az ígéret földje; szöveg Jul, rajz Morris nyomán Achdé, ford. Meggyesi Gábor; Pesti Könyv, Bp., 2017 (Lucky Luke)